# مؤسسة سيسكين للأطفال
مؤسسة سيسكين للأطفال، وهي منظمة غير ربحية في تشانوجا, تينيسي, هي مؤسسة خيرية للأطفال ذوي الاحتياجات الخاصة وأسرهم. قام موس وغاريسون سيسكين، وهما اثنان من رجال الأعمال في تشانوجا، بإنشاء هذه المؤسسة في عام 1950.
وتمتلك المؤسسة أماكن محددة في وسط مدينة تشانوجا و برينرد الشرقية و بها مكتبة ودورات تثقيف للمجتمع وحلقات دراسية للتطوير المهني وبرامج لدعم للأسرة. تدير المؤسسة مركز مستشفى طومسون للأطفال في مؤسسة سيسكين لعلاج سلوكيات النمو لدى الأطفال والذي يقدم خدمات التقييم والتشخيص والعلاج للأطفال الذين يعانون أو المعرضين لخطر تأخر النمو واضطرابات النمو. تعمل المؤسسة على تنفيذ ثلاثة مستويات من الدكتوراه للباحثين الذين يدرسون إعاقات النمو.

## جمع التبرعات
كما هو الحال مع كل الجمعيات الخيرية تقريبًا، تقيم مؤسسة سيسكين للأطفال فعاليات لجمع الأموال. وتُعد ليلة النجوم (StarNight)، أكبر فعالية سنوية للمؤسسة تشمل عرضًا موسيقيًا كبيرًا. وشملت آخر العروض فرق شوجارلاند ولين ريميس والهووتي والبلوفيش. كما تُقام عروض الأزياء الرئيسية بمدينة تشانوجا في كل ربيع من كل عام.

## وصلات خارجية
- Siskin Children's Institute website